# Frankfurt-Frankfurter Berg
Frankfurter Berg is een stadsdeel van Frankfurt am Main. Het stadsdeel ligt in het noorden van Frankfurt. Frankfurter Berg is met ongeveer 6.500 inwoners een van de kleinere stadsdelen van Frankfurt. In het stadsdeel bevinden zich een groot aantal woontorens. 

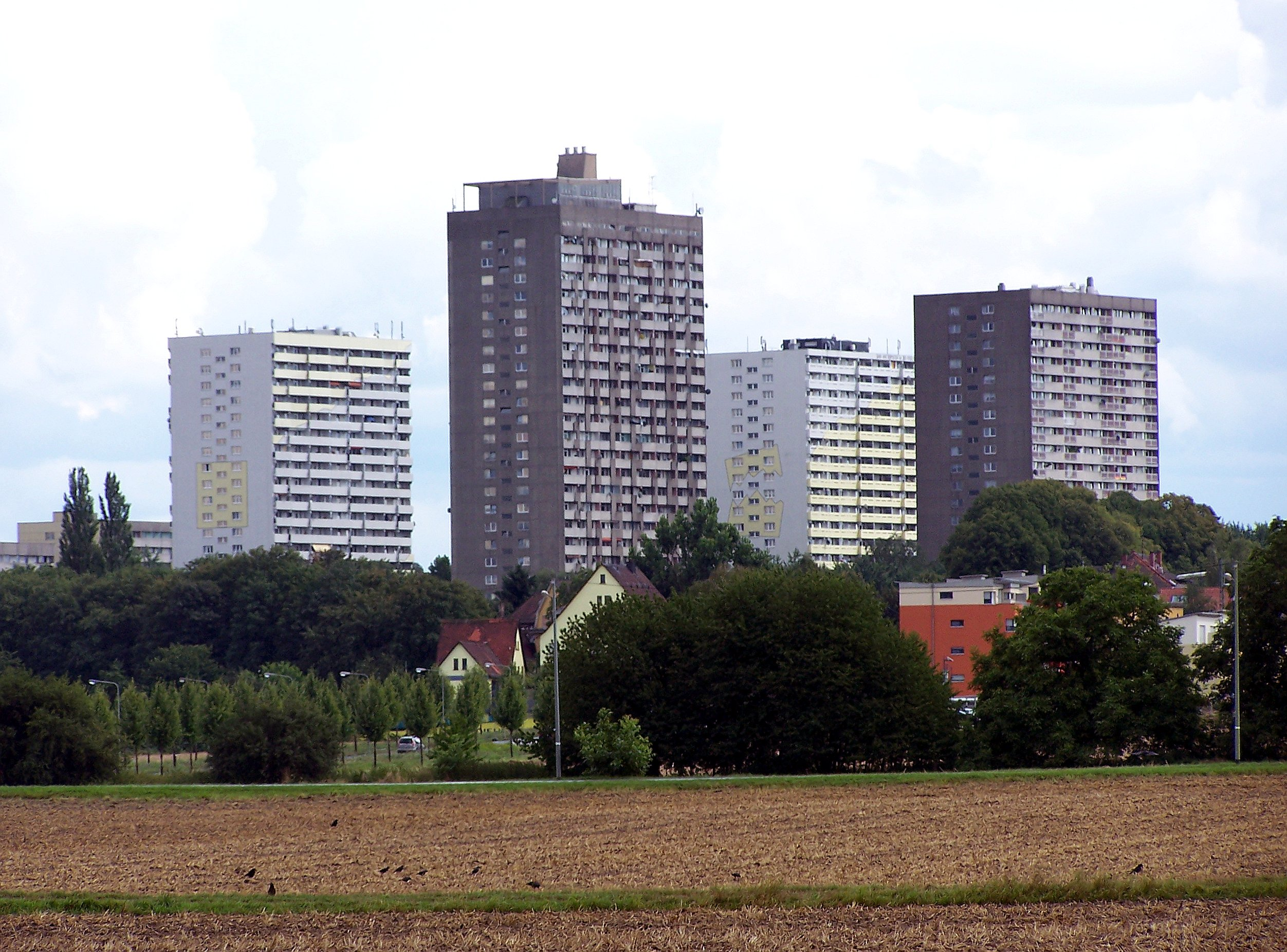
Woontorens in Frankfurter Berg

Altstadt · Bahnhofsviertel · Bergen-Enkheim · Berkersheim · Bockenheim · Bonames · Bornheim · Dornbusch · Eckenheim · Eschersheim · Fechenheim · Flughafen · Frankfurter Berg · Gallus · Ginnheim · Griesheim · Gutleutviertel · Harheim · Hausen · Heddernheim · Höchst · Innenstadt · Kalbach-Riedberg · Nied · Nieder-Erlenbach · Nieder-Eschbach · Niederrad ·  Niederursel · Nordend · Oberrad · Ostend · Praunheim · Preungesheim · Riederwald · Rödelheim · Sachsenhausen · Schwanheim · Seckbach · Sindlingen · Sossenheim · Unterliederbach · Westend · Zeilsheim